# Giovanni Magistrini
Giovanni Battista Magistrini (Maggiora, 29 dicembre 1916 – Illescas, 4 novembre 1937) è stato un militare e aviatore italiano, decorato di Medaglia d'oro al valor militare alla memoria nel corso della guerra civile spagnola.

## Biografia
Nacque a Maggiora, provincia di Novara, il 29 dicembre 1916. Dopo di meccanico specializzato il diploma conseguito all'Istituto tecnico industriale OMAR di Novara fu assunto dalla Società Stipel. Nel febbraio 1932 fu ammesso a frequentare il corso speciale di pilotaggio presso la Regia Aeronautica come allievo sergente pilota, e nel maggio successivo passò, con la promozione a sergente, al 1º Stormo Caccia Terrestre con base a Campoformido (Udine). Conseguì il brevetto di pilota militare nel gennaio 1933, e venne promosso sergente maggiore nel giugno 1935. Il 10 agosto 1936 partì dal porto di La Spezia alla volta della Spagna con altri 11 piloti di caccia, al comando del capitano Vincenzo Dequal, del 1º Stormo.

### Guerra civile spagnola
All'alba del 14 agosto, il mercantile italiano Nereide scortato dai cacciatorpediniere Luca Tarigo, Antonio da Noli, e dagli incrociatori leggeri Giovanni delle Bande Nere e Muzio Attendolo della Regia Marina entrò nel porto di Melilla, sulla costa mediterranea del Marocco spagnolo.  Questa importante città era stata occupata quattro settimane prima dalle forze nazionaliste guidate dallo stesso generale Francisco Franco. Il carico della nave era composto da 12 caccia CR.32, imbarcati nel porto italiano di La Spezia una settimana prima.
Oltre ai pezzi di ricambio per i caccia Fiat, la nave aveva anche trasportato 18 volontari dalla Regia Aeronautica in Nord Africa, con i loro passaporti recanti informazioni false. Tra di loro c'erano i primi 12 piloti di caccia italiani ad arrivare sul territorio spagnolo guidati dal capitano Vincenzo Dequal ("Paride Limonesi") del 1º Stormo Caccia Terrestre e i suoi piloti erano il tenente Vittor Ugo Ceccherelli ("Vaccarese"), anch'essa della 1º Stormo CT, tenente Ernesto Monico ("Preti") della 4º Stormo C.T. e sottotenente Giuseppe Cenni ("Vittorio Stella") del 1º Stormo C.T..
I restanti piloti arruolati erano il sergente maggiore Giuseppe Avvico ("Nannini") del 4º Stormo CT, il sergente maggiore Bruno Castellani ("Ribaudi") del 6º Stormo CT, il sergente maggiore Sirio Salvadori ("Salvo") del 4º Stormo C.T., sergente Angelo Boetti ("Ilacqua") del 1º Stormo CT, sergente Adamo Giuglietti ("Guglielmotti") del 1º Stormo CT, sergente Giovanni Magistrini ("Marietti") del 1º Stormo CT, sergente Vincenzo Patriarca ("Boccolari") del 4º Stormo CT e sergente Guido Presel ("Sammartano") del 6º Stormo C.T..  I tecnici specialisti di terra erano composti da soli tre montatori di aerei e tre meccanici.
Dopo essere stati accolti dagli ufficiali spagnoli e dal locale console italiano, i piloti ed il personale di terra vennero immediatamente arruolati nel Tercio de Extranjeros con i loro gradi equivalenti.
I 12 CR.32 furono assemblati a Nador (Melilla) nel corso di diversi giorni e trasferiti per via aerea all'aeroporto di Siviglia, nel sud della Spagna, integrati nell'Aviación del Tercio. Essi formarono la prima unità da combattimento di questa forza, nota come 1ª Escuadrilla de Caza del Tercio o Squadriglia '"Cucaracha", di cui assunse il comando il capitano Dequal. Si distinse subito per perizia e coraggio, e già il 27 agosto abbatteva il primo aereo, cui ne seguirono altri due.
Cadde in combattimento nei pressi di Talavera de la Reina, vicino a Madrid,  il 4 novembre 1937, per difendere il suo capo squadriglia Dequal (rimasto nell’azione solo ferito) si interpose affrontando la squadriglia avversaria. Fu decorato con la medaglia d'oro al valor militare alla memoria ed entrò in servizio permanente effettivo per merito di guerra. Al suo nome fu intitolato il Villaggio Aeronautico, inaugurato all'aeroporto di Cameri da Benito Mussolini nel 1939 ed è dedicata la via principale di Momo, ove la famiglia si era trasferita sin dal 1924 per seguire il padre, impiegato all’azienda elettrica.

### Fonti
1. 1 2 3 4  Combattenti Liberazione.
2. 1 2  Gruppo Medaglie d'Oro al Valor Militare 1965, p. 200.
3. 1 2  Ufficio Storico dell'Aeronautica Militare 1969, p. 92.
4. 1 2 3 4  Gruppo Alpini Maggiora.
5. 1 2 3 4 5  Logoluso 2010, p. 8.
6. 1 2 3 4  Logoluso 2010, p. 9.
7. ↑  Medaglie d'oro al valor militare sul sito della Presidenza della Repubblica